# Томас фон Абсберг
Томас фон Абсберг (Thomas von Absberg, 1477 — 3 июля 1531) — немецкий рыцарь из Франконии, из-за которого началась Франконская война (Fränkischer Krieg). 
Происходил из Абсберга, представитель одноимённого дворянского рода. Он приобрёл печальную славу барона-разбойника нем. Raubritter) потому, что похищал богатых путешественников, следовавших из Нюрнберга в Аугсбург, и требовал с них выкуп. В частности, 24 июня 1520 года Томас напал на кортеж графа Эттингенского Йоахима и смертельно ранил его. В мае 1521 года были захвачены в плен приближённые императора, которые возвращались после Вормсского рейхстага. В январе 1523 года им удалось бежать из заключения и представить жалобу императору на Томаса. Против него ополчился Швабский союз, который летом 1523 года разгромил 23 замка, служивших базой для его разбойничьих налётов. 
Томасу удалось бежать на территорию Богемии, однако там он был убит своим сообщником.